# غودفري إليس
غودفري إليس (بالإنجليزية: Godfrey Ellis)‏ هو لاعب كرة قدم كندية باهاماسي، ولد في 3 أبريل 1982 في ناساو في باهاماس.